# John Harlin
Pas d'image ? Cliquez ici
John Harlin (30 juin 1935, Kansas City - 22 mars 1966, Grindelwald) est un alpiniste américain, parfois surnommé « le dieu blond ».

## Biographie
John Harlin né le 30 juin 1935 à Kansas City est le fils de John Harlin, aviateur. En 1955, il épouse Marylin Harlin qui lui donne deux enfants.
Il fait ses études secondaires à Sequoia High School en Californie. Il entre ensuite à l'Université de Stanford y obtenant le diplôme des Beaux-Arts et de dessin de robes. En 1952, il découvre l'escalade avec un condisciple de l'Université de Stanford et fait son apprentissage alpin sur les montagnes des États-Unis et du Canada. Styliste de mode, il travaille un été comme dessinateur dans les maisons de couture Christian Dior et Balmain à Paris.
En 1954, il s'engage dans U.S. Air Force et obtient son diplôme de pilote sortant premier de sa promotion de Top Gun. Il est affecté à la base de l'OTAN de Hahn puis de Bernkastel en Allemagne. Étant stationné en Europe, il pratique l'alpinisme intensivement dans les Alpes et fait une première tentative à la face nord de l'Eiger à 19 ans. En 1955, il réussit la face nord du Cervin.
Au début des années 1960, il s'installe avec sa famille à Leysin en Suisse. En août 1962, il est le premier américain à réussir la face nord de l'Eiger par la voie Heckmair. En juin 1963, il quitte le service actif de l'armée et devient professeur de gymnastique à l'école américaine de Leysin. Deux ans plus tard, il fonde avec quatre autres grimpeurs, l'International School of Mountaineering (ISM), dont Dougal Haston devient le directeur.
En 1961, John Harlin rencontre Gary Hemming à Chamonix. Ils décident de faire équipe notamment pour gravir la voie Bonatti au Grand Capucin.
En 1963, 1964, et 1965 il réussit :

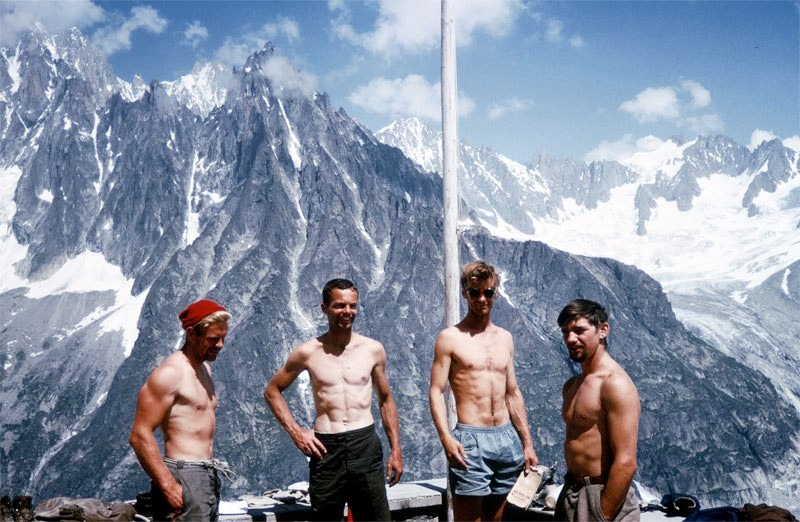
John Harlin (à gauche), au refuge de l'Envers des Aiguilles, avec l'équipe de la face sud du Fou en 1963.

- la première de la face sud du Fou dans les aiguilles de Chamonix avec Gary Hemming, Tom Frost et Stewart Fulton ;
- le pilier dérobé du versant Frêney du mont Blanc avec Tom Frost, les 1er et 2 août 1963 ;
- la deuxième hivernale de la face nord du Mönch en 1964 (Suisse) ;
- la directissime américaine en face ouest des Drus, avec Royal Robbins

Il trouve la mort à l'occasion de la directissime de l'Eiger (Suisse) qu'il tente avec une équipe composée de l'Écossais Dougal Haston et de l'Américain Layton Kor, à la suite d'une rupture de corde dans l'assaut final. Ses coéquipiers et une autre équipe allemande qui tentait la même première en même temps uniront leurs efforts pour la réussir en mars 1966. La directissime porte le nom de John Harlin.
Il est enterré à Leysin, non loin de Dougal Haston.